# Société d'histoire de la Guadeloupe
La Société d'histoire de la Guadeloupe (SHG) est une société savante qui réunit depuis sa création en 1963 des historiens, des archéologues, des archivistes, des enseignants, des érudits, professionnels ou amateurs. Son but est l'étude du patrimoine historique de la Guadeloupe et de son bassin géographique : la Caraïbe.

## Historique
Créée en 1963 avec un statut d'association loi de 1901, la Société d’histoire de la Guadeloupe a fixé son siège social aux Archives départementales de la Guadeloupe, à Gourbeyre, près de la ville de Basse-Terre.
Parmi ses fondateurs se trouve Mario Petrelluzzi, un pionnier du développement de l'hôtellerie et de la restauration en Guadeloupe, qui en est le premier président. En 1965, l'industriel guadeloupéen, Edgar Clerc, passionné d'archéologie précolombienne, lui succède. Pendant les dix-sept années de sa présidence, la Société d’histoire de la Guadeloupe multiplie fouilles, expositions, et articles, créant en 1972 la « Circonscription archéologique de la Guadeloupe », reconnue officiellement par le ministère de la Culture en mai de la même année. Depuis sa création, la société a vu son profil se transformer passant d'une de société académique locale rassemblant des notables érudits à une société dont les productions sont marquées par une écriture de type universitaire. Elle a d'ailleurs été citée dans la revue Histoire en 2014 pour un article mettant à jour l’historiographie de Toussaint Louverture.
Par ailleurs, la SHG a développé l'organisation de conférences (cinq par an en moyenne) et de visites guidées de sites visant à sensibiliser à la connaissance du patrimoine historique de l'archipel guadeloupéen et de ses îles avoisinantes.

## Objectifs
Les objectifs de la Société d’histoire de la Guadeloupe sont l'étude et la diffusion de toutes les questions concernant l'histoire des Antilles et notamment l'impression et la réimpression de documents et ouvrages concernant l'histoire des Antilles en général, et celle de la Guadeloupe en particulier.

## Publications
La SHG publie, depuis 1964, une publication trimestrielle : le Bulletin de la Société d'histoire de la Guadeloupe. Au 31 décembre 2011, 160 numéros avaient été publiés. Le bulletin est systématiquement dépouillé par la Bibliographie annuelle de l'histoire de France (BAHF-BNF) et la Handbook of Latin American Studies éditée par la Bibliothèque du Congrès (Library of Congress) à Washington aux États-Unis.
Par ailleurs, depuis sa création en 1963, la société publie la collection « Bibliothèque d'histoire antillaise », constituée de rééditions de sources anciennes ou de publications des travaux de ses membres.

## Composition
En 2010, la Société d’histoire de la Guadeloupe compte 400 adhérents, et son président est l'historien Jacques Adélaïde-Merlande, agrégé d'histoire.
Anciens présidents
- Mario Petrelluzzi (1900-1971) : membre fondateur, président (1963-1965)
- Edgar Clerc (1915-1982) : membre fondateur, président (1965-1982)

Anciens membres
- Lucien-René Abenon (1937-2004) : membre
- Marcel Chatillon (1925-2003) : membre
- Henri Bangou (1922-2023) : membre, ancien maire de Pointe-à-Pitre et vice-président du Conseil général de la Guadeloupe